# Nae ireum-eun Gim Sam-sun
Nae ireum-eun Gim Sam-sun (hangŭl: 내 이름은 김삼순, lett. Il mio nome è Kim Sam-soon; titolo internazionale My Lovely Sam-soon) è una serie televisiva sudcoreana trasmessa dal 1º giugno al 21 luglio 2005 su MBC.

## Trama
Kim Sam-soon è allegra e sfacciata, ma molto insicura sul proprio peso e in imbarazzo a causa del suo nome vecchio stile che, essendo ormai trentenne, sogna di poter cambiare. Inoltre, provenendo da una famiglia di estrazione medio-bassa, non è mai andata all'università, ma ha studiato pasticceria in Francia, diventando una fornaia provetta. Il giorno della vigilia di Natale, Sam-soon viene lasciata dal fidanzato che la tradiva e perde il lavoro. Uno dei testimoni della sua pubblica umiliazione è Hyun Jin-heon, proprietario del ristorante di cucina francese Bon Appetit, il quale, riconoscendo il suo talento, la assume come nuova pasticcera. Il loro rapporto, tuttavia, è pessimo.
Jin-heon è figlio di una ricca albergatrice che desidera che le subentri nel settore. Inoltre, sua madre continua a organizzargli degli appuntamenti sostenendo che sua nipote Mi-joo, che non ha più parlato dalla morte dei genitori, necessita di una figura materna. Quando Sam-soon si ritrova a dover trovare 50 milioni di won per evitare la chiusura della casa di sua madre, Jin-heon le propone un accordo: in cambio dei soldi, lei fingerà di essere la sua fidanzata, ma non si dovranno mai innamorare davvero. Tuttavia, trascorrendo sempre più tempo insieme, i due si avvicinano e iniziano a nutrire dei sentimenti l'uno per l'altra. La situazione viene però complicata dal ritorno dagli Stati Uniti di Yoo Hee-jin, l'ex-ragazza di Jin-heon.

## Personaggi

### Personaggi principali
- Kim Sam-soon, interpretata da Kim Sun-a
- Hyun Jin-heon, interpretato da Hyun Bin
- Yoo Hee-jin, interpretata da Jung Ryeo-won
- Dottor Henry Kim, interpretato da Daniel Henney

### Personaggi secondari
- Park Bong-sook, interpretata da Kim Ja-ok
La madre di Sam-soon.
- Kim Yi-young, interpretata da Kim Yi-young
La sorella di Sam-soon.
- Na Hyun-sook, interpretata da Na Moon-hee
La madre di Jin-heon.
- Hyun Mi-joo, interpretata da Seo Ji-hee
Nipote di Jin-heon.
- Yoon Hyun-sook, interpretata da Yoon Ye-hee
Assistente di Na Hyun-sook.
- Min Hyun-woo, interpretato da Lee Kyu-han
Ex-fidanzato di Sam-soon.
- Jang Chae-ri, interpretata da Lee Yoon-mi
- Madre di Chae-ri, interpretata da Won Jong-rye
- Padre di Sam-soon, interpretato da Maeng Bong-hak
- Zio di Jin-heon, interpretato da Kim Sung-kyum

### Personale del ristorante
- Signorina Oh, interpretata da Yeo Woon-kay
Manager.
- Lee Hyun-moo, interpretato da Kwon Hae-hyo
Capocuoco.
- Lee In-hye, interpretata da Han Yeo-woon
Assistente di Sam-soon.
- Jang Young-ja, interpretato da Kim Hyun-jung
Maître.
- Ki-bang, interpretato da Kim Ki-bang
Assistente di cucina.

## Ascolti
| Episodio | Titolo                                           | Data di trasmissione | Media               | Media                      | Media               | Media                      |
| Episodio | Titolo                                           | Data di trasmissione | Dati TNmS           | Dati TNmS                  | Dati AGB            | Dati AGB                   |
| Episodio | Titolo                                           | Data di trasmissione | A livello nazionale | Area metropolitana di Seul | A livello nazionale | Area metropolitana di Seul |
| -------- | ------------------------------------------------ | -------------------- | ------------------- | -------------------------- | ------------------- | -------------------------- |
| 1        | 인생은 봉봉 오 쇼콜라가 가득든 초콜릿상자입니다  | 1º giugno 2005       | 17.4%               | 17.8%                      | 18.3%               | 19.2%                      |
| 2        | 우리, 연애나 한번 해볼까요?                      | 2 giugno 2005        | 22.9%               | 24.2%                      | 21.3%               | 23.1%                      |
| 3        | 연애계약서 쓰는 법 좀 알려주세요!                | 8 giugno 2005        | 28.5%               | 29.2%                      | 27.8%               | 29.6%                      |
| 4        | OVER THE RAINBOW                                 | 9 giugno 2005        | 31.2%               | 32.1%                      | 32.7%               | 30.8%                      |
| 5        | 사랑은 원래 유치한 거에요                        | 15 giugno 2005       | 35.3%               | 36.5%                      | 35.4%               | 38.9%                      |
| 6        | 키스의 열량, 사랑의 열량                         | 16 giugno 2005       | 35.1%               | 36.1%                      | 35.1%               | 38.2%                      |
| 7        | 마들렌, 잃어버린 시간을 찾아서                   | 22 giugno 2005       | 35.0%               | 35.9%                      | 35.6%               | 38.0%                      |
| 8        | 아버지, 왜 이렇게 내 연애는 힘든거죠?            | 23 giugno 2005       | 37.7%               | 39.1%                      | 37.7%               | 39.8%                      |
| 9        | 당신은 내가 드린 마음을 장난감처럼...            | 29 giugno 2005       | 37.4%               | 39.2%                      | 40.7%               | 43.8%                      |
| 10       | 내 이름은 김희진                                 | 30 giugno 2005       | 39.9%               | 40.3%                      | 41.7%               | 43.5%                      |
| 11       | 실수라고 말하지 말아요. 이건 두 번째 키스니까요. | 6 luglio 2005        | 43.4%               | 44.7%                      | 44.2%               | 46.2%                      |
| 12       | 뭐 어때? 난 이제 겨우 서른살인데!                | 7 luglio 2005        | 42.8%               | 44.0%                      | 44.6%               | 46.5%                      |
| 13       | 그녀와 이별하는 법...                            | 13 luglio 2005       | 45.0%               | 46.8%                      | 44.7%               | 46.9%                      |
| 14       | 연애질의 기초                                    | 14 luglio 2005       | 44.0%               | 45.1%                      | 44.1%               | 46.9%                      |
| 15       | 연애질의 정석                                    | 20 luglio 2005       | 46.0%               | 47.8%                      | 47.9%               | 50.2%                      |
| 16       | 사랑하라, 한번도 상처받지 않은 것처럼            | 21 luglio 2005       | 49.1%               | 51.1%                      | 50.5%               | 53.4%                      |
| Media    | Media                                            | Media                | 36.9%               | 38.1%                      | 37.6%               | 39.6%                      |

## Colonna sonora
La colonna sonora è stata pubblicata il 18 giugno 2005.
1. Bonbon O Chocolat I
2. Be My Love - Clazziquai
3. She Is - Clazziquai
4. WFS
5. Goodbye
6. Farewell without Farewell - Jisun dei Loveholic
7. Bonbon O Chocolat II
8. Goodbye II
9. Can't Let Go
10. Gravity
11. Inside My Heart - Kim Jung-eun
12. Be My Love (MR)
13. She Is (MR)
14. Bonbon O Chocolat III

## Premi e candidature
| Anno | Premi                            | Categoria                                     | Destinatario               | Risultato       |
| ---- | -------------------------------- | --------------------------------------------- | -------------------------- | --------------- |
| 2005 | Mnet Asian Music Awards          | Miglior colonna sonora                        | She Is dei Clazziquai      | Vincitore/trice |
| 2005 | Grimae Awards                    | Miglior attrice                               | Kim Sun-a                  | Vincitore/trice |
| 2005 | MBC Drama Awards                 | Miglior coppia                                | Hyun Bin e Kim Sun-a       | Vincitore/trice |
| 2005 | MBC Drama Awards                 | Premio popolarità, Attore                     | Hyun Bin                   | Vincitore/trice |
| 2005 | MBC Drama Awards                 | Premio popolarità, Attrice                    | Kim Sun-a                  | Vincitore/trice |
| 2005 | MBC Drama Awards                 | Miglior nuovo attore                          | Daniel Henney              | Vincitore/trice |
| 2005 | MBC Drama Awards                 | Premio di eccellenza, Attrice                 | Jung Ryeo-won              | Vincitore/trice |
| 2005 | MBC Drama Awards                 | Massimo riconoscimento di eccellenza, Attore  | Hyun Bin                   | Vincitore/trice |
| 2005 | MBC Drama Awards                 | Massimo riconoscimento di eccellenza, Attrice | Kim Sun-a                  | Vincitore/trice |
| 2005 | MBC Drama Awards                 | Gran Premio (Daesang)                         | Kim Sun-a                  | Vincitore/trice |
| 2006 | Baeksang Arts Awards             | Miglior sceneggiatura (TV)                    | Kim Do-woo                 | Vincitore/trice |
| 2006 | Baeksang Arts Awards             | Miglior attrice (TV)                          | Kim Sun-a                  | Candidato/a     |
| 2006 | Baeksang Arts Awards             | Gran Premio (Daesang) per la TV               | Nae ireum-eun Kim Sam-soon | Vincitore/trice |
| 2006 | Seoul International Drama Awards | Miglior miniserie                             | Nae ireum-eun Kim Sam-soon | Vincitore/trice |

## Trasmissioni internazionali
| Paese               | Canale/i                | Prima TV                             |
| ------------------- | ----------------------- | ------------------------------------ |
| Taiwan              | GTV                     | 13 dicembre 2005 all'11 gennaio 2006 |
| Taiwan              | CTS                     | 17 febbraio al 2 marzo 2009          |
| Giappone            | WOWOW                   | 2006                                 |
| Giappone            | Fuji Television         | 2010                                 |
| Filippine           | GMA Network             | 2005 2009 (ritrasmissione)           |
| Malaysia            | 8TV                     | 2007                                 |
| Indonesia           | Indosiar                | 2009                                 |
| Emirati Arabi Uniti | Dubai TV                |                                      |
| Iran                | FARSI1                  |                                      |
| Perù                | TV Perú                 |                                      |
| Perù                | Panamericana Televisión |                                      |
| Panama              | SERTV Canal 1           |                                      |
| Messico             | TV Mexiquense           |                                      |
| El Salvador         | VTV Canal 35            |                                      |
| Venezuela           | La Tele                 |                                      |
| America Latina      | Pasiones                |                                      |